# Comitê Paralímpico Argentino
O Comitê Paralímpico Argentino (em castelhano:  Comité Paralímpico Argentino) é a entidade confederativa que organiza e promove os esportes paralímpicos e eventos relacionados ao Movimento Paralímpico na Argentina.  Em 2016 ele consistia de dezoito associações desportivas paralímpicos.

## Membros
- AARA: Asociación Argentina de Remeros Aficionados (remo paralímpico)
- AATA: Asociación Argentina de Tenis Adaptado (tênis em cadeira de rodas)
- CAH: Confederación Argentina de Handball (handebol em cadeira de rodas)
- FABA: Federación Argentina de Básquetbol Adaptado (basquetebol em cadeira de rodas)
- FAC: Federación Argentina de Canoas (canoagem paralímpica)
- FACPyR: Federación Argentina de Ciclismo de Pista y Ruta (ciclismo paralímpico)
- FADDIM: Federación Argentina de Deportes para Disminuídos Mentales (atletismo-natação)
- FADEC: Federación Argentina de Deportes para Ciegos (atletismo-natação-peso-futebol de cinco-judô-golbol)
- FADEPAC: Federación Argentina de Deportes para Parálisis Cerebral (atletismo-natação-peso-futbol de sete-bocha)
- FADESIR: Federación Argentina de Deportes en Silla de Ruedas (atletismo-natação-peso-basquetebol-esgrima)
- FAT: Federación Argentina de Tiro (tiro paralímpico)
- FATARCO: Federación Argentina de Tiro con Arco (tiro com arco paralímpico)
- FATEMA: Federación Argentina de Tenis de Mesa Adaptado (tênis de mesa paralímpico).
- FATr: Federación Argentina de Triatlón (triatlo paralímpico)
- FASA: Federación Argentina de Ski y Alpinismo (esqui alpino paralímpico)
- FAY: Federación Argentina de Yachting (vela paralímpica)
- FEA: Federación Ecuestre Argentina (hipismo paralímpico)
- FRA: Fundación Rugby Amistad (rugby em cadeira de rodas)

## Eventos nacionais
- Dia Paralímpico: o Comitê Paralímpico Argentino organiza anualmente desde 2014 o Dia Paralímpico, que é o evento esportivo voltado para atletas paralínpico mais importante da Argentina, neste evento são realizados vários esportes paralímpicos, com entrada franca.

## Eventos internacionais
O Comitê Paralímpico Argentino representa e coordena a participação de atletas argentinos em torneios máximos paralímpicos:
- Jogos Paralímpicos
- Jogos Parapan-Americanos
- Jogos Para Sul-Americanos